# Ctenotus orientalis
Ctenotus orientalis (східний гребневухий сцинк) — вид сцинкоподібних ящірок родини сцинкових (Scincidae). Ендемік Австралії.

## Поширення і екологія
Східні гребневухі сцинки широко поширені на півдні Австралії, від посушливих районах на південному сході Західної Австралії через південь Південної Австралії до північної Вікторії і південного Нового Південного Уельсу. Вони живуть в чагарникових заростях і рідколіссях. на висоті до 800 м над рівнем моря.